# Johannes Valentinus Andreae
Johannes Valentinus Andreae (17 de agosto de 1586 – 27 de junho de 1654), também conhecido como Johannes Valentinus Andreä ou Johann Valentin Andreae, foi um teólogo alemão que afirmou ser o autor de um antigo texto conhecido como Chymische Hochzeit Christiani Rosencreutz anno 1459 (publicado em 1616, em Estrasburgo; em português, Casamento Alquímico de Christian Rosenkreutz em 1459). Este tornou-se um dos três textos fundadores do Rosacrucianismo, que era tanto uma lenda quanto um fenômeno cultural popular na Europa desse período.
Andreae foi um membro proeminente do movimento protestante utópico que começou na Alemanha e se espalhou pelo norte da Europa e pela Grã-Bretanha sob a orientação de Samuel Hartlib e John Amos Comenius. O foco desse movimento era a necessidade de educação e o incentivo às ciências como chave para a prosperidade nacional. Mas, como muitos movimentos vagamente religiosos do Renascimento dessa época, as ideias científicas promovidas eram frequentemente tingidas de hermetismo, ocultismo e conceitos neoplatônicos. As ameaças de acusações de heresia por autoridades religiosas rígidas (protestantes e católicas) e um clima intelectual escolástico frequentemente forçavam esses ativistas a se esconderem atrás de sociedades secretas fictícias e a escreverem anonimamente em apoio às suas ideias, enquanto alegavam ter acesso a "sabedoria antiga secreta".

## Vida
Andreae nasceu em Herrenberg, Württemberg, filho de Johannes Andreae (1554–1601), superintendente de Herrenberg e mais tarde abade de Königsbronn. Sua mãe, Maria Moser, mudou-se para Tübingen como viúva e foi farmacêutica da corte entre 1607 e 1617. O jovem Andreae estudou teologia e ciências naturais entre 1604 e 1606. Tornou-se amigo de Christoph Besold, que incentivou seu interesse no esoterismo. Por volta de 1605, escreveu a primeira versão de O Casamento Alquímico de Christian Rosenkreutz. Foi reprovado no exame final e no serviço eclesiástico, provavelmente por ter afixado um pasquim (nota ofensiva ou difamatória) na porta do chanceler Enzlin, por ocasião de seu casamento. Depois disso, ensinou jovens nobres e viajou com seus alunos pela Suíça, França, Áustria e Itália. Visitou Dillingen, um bastião dos jesuítas, a quem considerava o Anticristo. Em 1608, retornou a Tübingen. Lá, conheceu Tobias Hess, um médico paracelsiano interessado em profecias apocalípticas. Entre 1610 e 1612, Andreae viajou.
Em 1612, retomou seus estudos teológicos em Tübingen. Após o exame final em 1614, tornou-se diácono em Vaihingen an der Enz e, em 1620, sacerdote em Calw. Lá, reformou a escola e as instituições sociais, além de estabelecer instituições de caridade e outros auxílios. Para isso, criou a Christliche Gottliebende Gesellschaft ("Sociedade Cristã Amante de Deus"). Em 1628, planejou uma "Unio Christiana".Predefinição:Elucidate Obteve fundos e trouxe ajuda eficaz para a reconstrução de Calw, que foi destruída na Batalha de Nördlingen (1634) pelas tropas imperiais e atingida por uma peste. Em 1639, tornou-se pregador da corte e conselheiro do consistório (Konsistorialrat) em Estugarda, onde defendeu uma reforma fundamental da igreja. Também se tornou conselheiro espiritual de uma princesa real de Württemberg.
Entre outras coisas, promoveu o Tübinger Stift, um internato e seminário mantido pela Igreja Evangélica-Luterana em Württemberg, no sudoeste da Alemanha. O Stift foi fundado como um mosteiro agostiniano na Idade Média, mas, após a Reforma (em 1536), o duque Ulrich transformou-o em um seminário para preparar pastores protestantes para Württemberg. Um aluno destacado do Stift nesse período foi Johannes Kepler.
Em 1646, Andreae foi admitido na Fruchtbringende Gesellschaft ("Sociedade dos Frutíferos"), onde recebeu o apelido de der Mürbe ("o suave"). Em 1650, assumiu a direção da escola monástica de Bebenhausen e, em 1654, tornou-se abade da escola monástica evangélica de Adelberg. Morreu em Stuttgart.

## Rosacrucianismo
Seu papel na origem da lenda Rosacruz é controverso. Em sua autobiografia, ele afirmou que a Chymische Hochzeit ("Casamento Alquímico de Christian Rosenkreutz") era uma de suas obras — como um "ludíbrio", possivelmente significando "sátira". Em seu Menippus (1617), argumentou que escreveu esse documento falso em sua juventude, por volta de 1605. Em suas obras posteriores, Andreae tratou a alquimia como objeto de ridicularização, colocando-a junto com música, arte, teatro e astrologia na categoria das ciências "menos sérias". É incerto como interpretar essas declarações. Especula-se que Andreae possa ter sofrido pressão das autoridades devido a suas relações oficiais como clérigo ou que, entretanto, tenha se convertido a uma forma mais ortodoxa de luteranismo.
Em uma fase posterior de sua vida, Andreae expressou-se como um teólogo luterano piedoso e ortodoxo que não tinha nada a ver com os dois grandes manifestos da sociedade secreta — a Fama Fraternitatis ou a Confessio Fraternitatis. Seu compromisso vitalício parece ter sido fundar uma Societas Christiana ou irmandade utópica de eruditos dedicados a uma vida espiritual, na esperança de que iniciassem uma segunda Reforma.
Seus escritos e esforços forneceram um estímulo potente para os intelectuais protestantes no início do século XVII, e ele parece ter inspirado a fundação da Unio Christiana, estabelecida em Nuremberg em 1628 por alguns patrícios e clérigos sob o impulso de Johannes Saubert, o Velho. Essa sociedade utópica foi revivida em Estugarda no início da década de 1660, e outra irmandade utópica conhecida como Antilia (uma sociedade comunitária reminiscente do mosteiro) desenvolveu-se no Báltico durante a Guerra dos Trinta Anos. Os fundadores foram inspirados tanto pela crença baconiana na ciência experimental quanto pelos tratados de Andreae. Mais tarde, tentaram estabelecer uma colônia em uma pequena ilha no Golfo de Riga e consideraram emigrar para a Virgínia.

## Priorado de Sião
Na década de 1960, como parte de um hoax que alegava a existência de uma sociedade secreta medieval, um conjunto de documentos de autenticidade duvidosa, os Dossiers Secrets, foi descoberto na Bibliothèque Nationale de France (BNF). Um dos documentos incluía uma suposta lista de "Grão-Mestres do Priorado de Sião", e Andreae foi listado como o décimo sétimo Grão-Mestre.

## Obras
- Compendium Mathematicum (1614)
- Chymische Hochzeit Christiani Rosencreutz Anno 1459 ("O Casamento Alquímico de Christian Rosenkreutz"), publicado anonimamente (1616)
- Menippus (1617)
- Invitatio Fraternitatis Christi (1617–1618)
- Peregrini in patria errores (1618)
- Reipublicae Christianopolitanae descriptio ("Descrição da República de Christianópolis", "Beschreibung des Staates Christenstadt") (1619)
- Turris Babel (1619)
- De curiositatis pernicie syntagma (1620)